# Tinista
Tinista (łac. Diocesis Tinistensis) – stolica historycznej diecezji w Cesarstwie rzymskim, w prowincji Mauretania Sitifense, zlikwidowana w VII w. podczas ekspansji islamskiej, współcześnie w północnej Algierii. Obecnie katolickie biskupstwo tytularne.

## Biskupi
| Lp. | Biskup                 | Funkcja                               | Od                   | Do               |
| --- | ---------------------- | ------------------------------------- | -------------------- | ---------------- |
| 1   | Zenone Albino Testa    | wikariusz apostolski Asmary (Erytrea) | 10 lipca 1959        | 19 września 1982 |
| 2   | Jānis Cakuls           | biskup pomocniczy Rygi (Łotwa)        | 9 listopada 1982     | 26 lutego 2022   |
| 3   | Geraldo de Paula Souza | biskup pomocniczy Niterói (Brazylia)  | 19 października 2022 |                  |